# 自由德国全国委员会

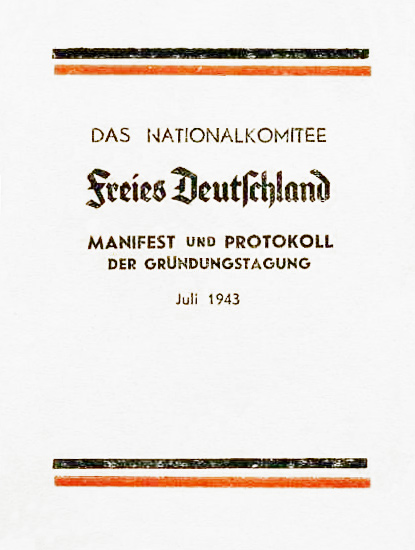
自由德国全国委员会1943年发行的小册子

自由德国全国委员会（德語：Nationalkomitee Freies Deutschland，NKFD），或译自由德国民族委员会，是第二次世界大战期间在苏联运作的德国反纳粹组织，成立于1943年7月12日。埃里希·魏纳特曾任主席。